# Trioceros hoehnelii
Trioceros hoehnelli é uma espécie de camaleão encontrada na África, nos países Uganda e Kenya. Possui aproximadamente 25 centímetros de comprimento e, assim como todos os camaleões, se alimenta de insetos, que captura com sua comprida língua, que ele pode estender até ficar mais longa do que o resto de seu corpo.